# Sophus Claussen

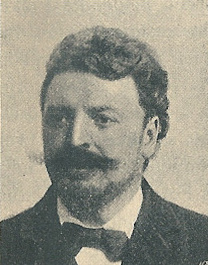
Sophus Claussen (vor 1902)

Sophus Claussen (* 12. September 1865 in Helletofte; † 11. April 1931 in Gentofte) war ein dänischer Schriftsteller.
In der dänischen Literatur der Neuromantik gehören seine Gedichte sowie seine Prosaarbeiten zu den Höhepunkten.

## Werke
- Naturkinder, 1887.
- Weidenflöten, 1899.
- Junges Volk, 1894.
- Antonius in Paris/Wallfahrt, Aus dem Dän. übers. und mit einem Nachw. von Peter Urban-Halle. Übers. der Gedichte von Hanns Grössel, der des Kapitels 3 in Wallfahrt von Bernhard Glienke. Mainz : Dieterich’sche Verlagsbuchhandlung, 2011, ISBN 978-3-87162-073-7.
- Teufeleien, 1904.
- Dänische Verse, 1912.
- Heroica, 1925.